# Sharpknott Gill
Der Sharpknott Gill ist ein Wasserlauf im Lake District, Cumbria, England.
Der Sharpknott Gill entsteht an der Westseite des Sharp Knott und fließt in südwestlicher Richtung bis zu seiner Mündung in den Cogra Moss.